# Gomphomacromia nodisticta
Gomphomacromia nodisticta là loài chuồn chuồn trong họ Synthemistidae. Loài này được Ris mô tả khoa học đầu tiên năm 1928.